# Chemoheterotrofie
Chemoheterotrofie (Chemo (Latijn: chemisch) hetero (Latijn: niet zelf(de), ander/anders)) wil zeggen dat een organisme iets niet kan aanmaken zonder de hulp van een ander organisme dat bijvoorbeeld al bepaalde stoffen heeft aangemaakt. Het voorvoegsel chemo wil zeggen dat het te maken heeft met één of meer chemische reacties.
Energie (bij organismen) kan niet worden verkregen uit oxidatieprocessen van anorganische stoffen, maar de energie wordt verkregen uit oxidatieprocessen van organische stoffen (zoals suikers). Het nadeel hiervan is dat eerst uit anorganische stoffen organische stoffen moeten worden opgebouwd door andere organismen, waardoor chemoheterotrofe organismen afhankelijk zijn van chemoautotrofe en/of fotoautotrofe organismen. Een voorbeeld van een chemoheterotroof organisme is de mens, deze kan namelijk alleen energie verkrijgen uit oxidatiereacties van organische stoffen, en niet van anorganische stoffen.
Het tegenovergestelde van chemoheterotrofie is chemoautotrofie.

## Overzicht
| Energiebron     | Licht                   | foto-  |         |         | -troof |
| Energiebron     | Licht & redoxreactie    | mixo-  |         |         | -troof |
| Energiebron     | Redoxreactie            | chemo- |         |         | -troof |
| Elektronendonor | Organische verbinding   |        | organo- |         | -troof |
| Elektronendonor | Anorganische verbinding |        | litho-  |         | -troof |
| Koolstofbron    | Organische verbinding   |        |         | hetero- | -troof |
| Koolstofbron    | Anorganische verbinding |        |         | auto-   | -troof |